# Pterophorus montivola
Pterophorus montivola is een vlinder uit de familie vedermotten (Pterophoridae). De wetenschappelijke naam van de soort is voor het eerst geldig gepubliceerd in 1937 door Edward Meyrick.